# Хронобиология

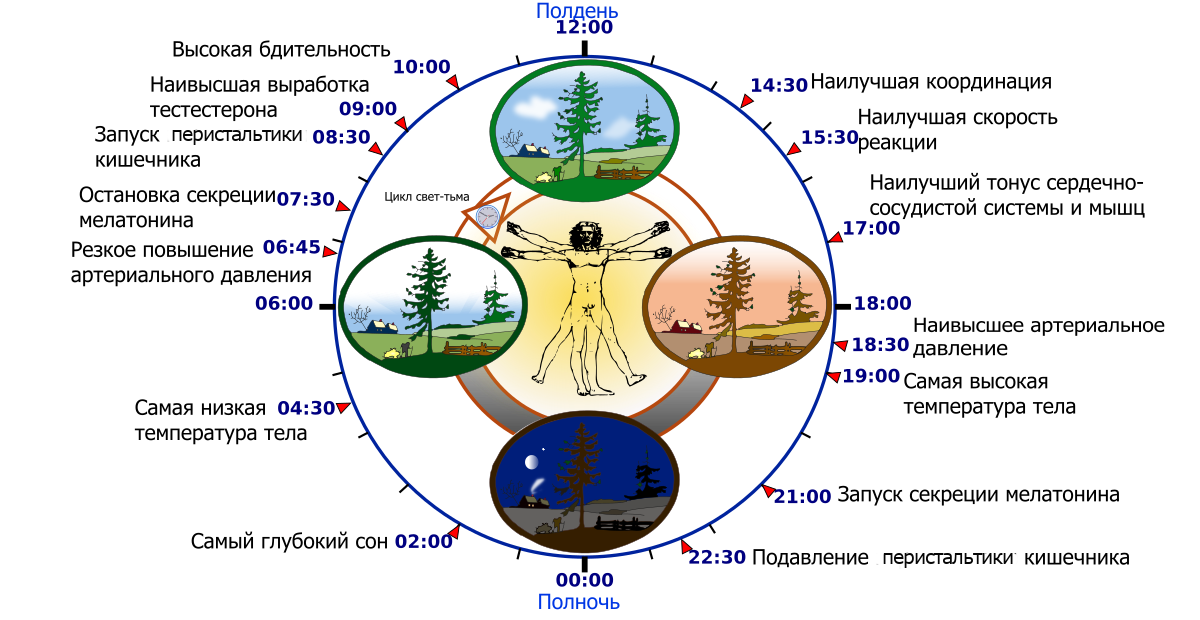
Некоторые показатели циркадного (24-часового) биологического ритма человека

Хронобиология (от др.-греч. χρόνος — «время») — раздел биологии, изучающий циклические процессы в биологических системах разного уровня организации. В русскоязычных публикациях также используется термин биоритмология.
Хронобиологические исследования включают (но не ограничиваются ими) работы в области сравнительной анатомии, физиологии, генетики, молекулярной биологии и биологии поведения организмов. Другие аспекты включают исследование развития, воспроизведения, экологии и эволюции видов.

## Предмет исследований
С момента зарождения хронобиологии в круг интересов этой науки вошло изучение тех ритмов, которые возникли в живых существах для приспособления их жизнедеятельности к периодическим изменениям в окружающей геофизической среде. Эти биологические ритмы принято называть циркаритмами (от лат. circa «около, приблизительно»), основные среди них:238:
- солнечно-суточный (циркадианный) — 24 ч;
- лунно-суточный, или приливный (циркатидальный) — 24,8 ч;
- лунно-месячный (циркалунарный) — 29,5 сут;
- годичный, или сезонный (циркааннуальный).

Наибольшая доля исследований посвящена исследованию циркадианных ритмов:238.
Хронобиология — это одно из немногих направлений биомедицинской науки, которые могут претендовать на статус точных наук. Одна из особенностей проведения исследований биологических ритмов, порождённая всеобщностью и разнообразием изучаемых явлений, заключается в том, что можно выбирать для экспериментов самые разные, иногда ничем друг на друга не похожие «модельные» организмы:236—237. В истории хронобиологии открытия делали те исследователи, которые сочетали в своих поисках изучение биоритмов человека с экспериментами на сравнительно простых, короткоживущих организмах:241.

## История
В 1729 году французский астроном Жан-Жак де Меран описал периодическое движение листьев мимозы, горшочек с которой был помещён на несколько суток в тёмный шкаф. Де Меран сделал ошибочный (как оказалось позднее) вывод, что мимоза «чувствует» солнце, не видя его:233.
В 1832 году швейцарский ботаник Декандоль проверил опыты де Мерана, но под тщательным контролем таких внешних воздействий, как освещённость, температура и влажность. Эксперименты показали, что период цикла движения листьев мимозы в условиях постоянного освещения был на 2 часа короче суточного. Эти результаты подтвердил в 1875 году немецкий ботаник Вильгельм Пфеффер, который на основании своих многочисленных экспериментов предположил существование в организмах собственных, не зависящих от солнца часов для отсчёта времени суток и продолжительности дня:233—234.
В 1919 году бенгальский учёный-энциклопедист Джагадиш Чандра Бос в опубликованных им результатах своих исследований отметил, что период движения листьев растений при постоянном освещении или в полной темноте не равен 24 часам и подстраивается под это значение естественным чередованием света и темноты:234.
В 1922 году американский психобиолог Курт Рихтер описал околосуточное изменение поведения лабораторных грызунов, отметив, что в постоянных условиях среды активность крыс сохраняет ритмичность, но период ритма становится короче 24 часов. Позднее (1965) он установил, что при разрушении гипоталамуса такой ритм нарушается:235.
В 1935 году немецкий биолог Эрвин Бюннинг скрестил две линии фасоли, показавшие в постоянной темноте периоды 23 часа и 26 часов, и получил гибридное потомство с промежуточным значением периода. В 1958 году Бюннинг опубликовал книгу «Die physiologische Uhr» с описанием экспериментальных результатов, полученных им и другими учёными. Книга была переведена на другие языки, в том числе на русский под названием «Ритмы физиологических процессов (физиологические часы)» (1961):234—235.
Начало становления хронобиологии как науки связывают с симпозиумом по биологическим часам, который по инициативе одного из «отцов» хронобиологии — Колина Питтендриха — проводила Лаборатория в Колд-Спринг-Харбор в 1960 году. На симпозиуме выступили с докладами многие специалисты, исследовавшие биологические ритмы. Из примерно 150 участников 31 представлял зарубежные страны. Важнейший результат симпозиума — публикация в 1961 году книги «Biological Clock», в которую были включены все зачитанные доклады и возникшие по их поводу дискуссии. Спустя три года книга была издана на русском языке под редакцией С. Э. Шноля:236.
Итогом периода становления новой науки стала публикация в многотомном руководстве по нейробиологии тома «Biological rhythms» (русский перевод сделан А. М. Алпатовым в 1984 году), редактором которого стал другой «отец» хронобиологии — Юрген Ашофф. В 1964 году в организованной Ашоффом летней школе в Баварии была предпринята одна из первых попыток унификации терминов при описании биоритмологических процессов и явлений:236—237.
В 1977 году по инициативе ещё одного «отца» новой науки, предложившего название «хронобиология», — Франца Халберга — был опубликован словарь хронобиологических терминов. Именно Халберг ещё 1959 году придумал слово «циркадианный», чтобы подчеркнуть особенность собственного периода ритма в живом организме, не равного в точности 24 часам. Как считает А. А. Путилов, излишне широкий, по мнению многих, термин «хронобиология» вместо, например, «биоритмология» был принят специалистами, чтобы их не отождествляли с представителями в то время популярной, но антинаучной теории «трёх биоритмов»:237—238.
Халберг экспериментировал с биологическими ритмами в области медицины и физиологии человека, в то время как Питтендрих предпочитал проверять верность своих теорий и математических выкладок на таких животных, как например, плодовая мушка (дрозофила) — самый распространённый объект исследований в области генетики.
В 1960-е годы Мишель Сифр провёл серию экспериментов с многомесячным одиночным заточением людей в пещере без информации о текущем времени («вне времени»). Эксперименты показали сохранение примерно 24-часового суточного цикла с последующим переходом на 48-часовой. В своём первом эксперименте (1962) Сифр совместил исследование подземного ледника с изучением, как в таких неблагоприятных условиях будет изменяться представление о времени при отсутствии природных и социальных ориентиров. По мнению Н. А. Гвоздецкого, исследовать ледник можно было в несколько приёмов, не подвергая себя столь длительному заточению, а подобные результаты проводимого одновременно физиологического эксперимента могли быть получены в изоляции с более комфортными условиями. В последующем Сифр получил поддержку и финансовую помощь от правительства, где сошлись интересы военных и гражданских ведомств, и привлёк к проведению опытов других участников. В 1966 году при подготовке очередного эксперимента ему удалось установить контакт с Халбергом.
Главной основой первоначальных знаний о биоритмах человека послужили результаты сотен многодневных экспериментов по длительной изоляции человека от внешних периодических воздействий, проведённые Ашоффом в соавторстве с Рютгером Вефером в специально созданном для этой цели бункере. Однако в ходе экспериментов не было учтено, что в отличие от подопытных животных и растений, участникам разрешалось при необходимости включать тусклое освещение. Впоследствии было осознано, что такое «послабление» нарушало «чистоту» бункерных экспериментов и в итоге привело к ошибочному заключению о существенных различиях между свойствами циркадианных ритмов человека и лабораторных животных. Мнение о существенных различиях было опровергнуто позднее не только благодаря более тщательному контролю режима освещения в условиях эксперимента на людях, но и в ходе очень простых, зато необычно массовых интернет-опросов:241.

## Инструменты
В экспериментах по исследованию влияния различных световых режимов на биологические часы человека в настоящее время принят так называемый «протокол принудительной десинхронизации». Разработка этого метода началась в 1939 году по инициативе одного из «отцов» науки о сне — Натаниэла Клейтмана. Дальнейшее развитие метод получил в работах американских хронобиологов. В современной форме протокол принудительной десинхронизации стал широко применяться благодаря исследованию, которым руководил 1980-е годы ученик Клейтмана Charles A. Czeisler:242.
Считается, что широко используемый в хронобиологии инструмент под названием «кривая фазового отклика» (PRC) впервые ввела в практику Патрисия де Курси в своей исследовательской работе в 1960 году. С тех пор он стал стандартным инструментом в изучении биологических ритмов.

К 2007 году ученик Ашоффа Тиль Рённеберг совместно с Мартой Мероу и группой сотрудников с помощью созданной интернет-страницы смогли быстро опросить десятки тысяч жителей Германии о времени отхода ко сну и подъёма в свободные от работы и учёбы дни. Выяснилось, что не социальные синхронизаторы, вроде времени данного часового пояса, а моменты естественного восхода и захода солнца по-прежнему остаются главными сигналами, от которых зависит время смены состояний сна и бодрствования. Например, это время постепенно и вполне предсказуемо меняется в направлении от восточной границы часового пояса к западной границе, особенно у жителей в небольших населённых пунктах:241—242.

## Другие области
Хронобиологи часто одновременно изучают принципиально разные по содержанию биологические процессы и явления у принципиально различных по уровню биологической организации видов живых существ. Поэтому многие области биологии и медицины в той или иной степени связаны с хронобиологическими исследованиями и в определённой степени зависимы от прогресса этих исследований:236.
Хронобиология — междисциплинарная область исследований. Она взаимодействует с другими областями исследований, такими как хрономедицина, сомнология, эндокринология, гериатрия, спортивная медицина, космическая медицина и фотопериодизм.

### Хрономедицина
Это самостоятельное медико-биологическое направление, которое базируется на хронобиологии и использует её данные для совершенствования профилактики, диагностики и лечения заболеваний. Основной задачей хрономедицины является выявление и коррекция десинхроноза как одного из патогенетических факторов развития заболеваний нервной, сердечно-сосудистой, репродуктивной и эндокринной систем. К разделам хрономедицины относятся хронопатология, хронофармакология, хронотерапия, хронодиагностика и хронопрофилактика:
- хронопатология изучает пути и механизмы отклонений в биоритмах и роль этих нарушений в возникновении заболеваний;
- хронотерапия использует хронобиологические закономерности в лечении заболеваний, что обеспечивает повышение эффективности лечения, снижение дозы лекарственных препаратов и минимизацию побочных эффектов;
- хронодиагностика использует хронобиологический подход для диагностики, прогноза течения заболевания и оценки эффективности терапии;
- хронопрофилактика разрабатывает мероприятия и методы, направленные на предотвращение развития различных видов патологии с временным фактором[14].